# Phare de Cape Poge
Le phare de Cape Poge (en anglais : Cape Poge Light) est un phare actif situé à la pointe nord-est de l'île Chappaquiddick dans le Comté de Dukes (État du Massachusetts).
Il est inscrit au Registre national des lieux historiques depuis le 28 septembre 1987 .

## Histoire
l'île Chappaquiddick est relié à Martha's Vineyard par une isthme de sable. Elle fait partie du Cape Poge Wildlife Refuge (en) .
Au moins quatre tours ont été construites sur le Cape Poge (ceb), avec de nombreux déménagements. En 1801, le premier phare en bois de Cape Poge de 11 m a été construit. Pendant la Guerre anglo-américaine de 1812, la lumière fut éteinte pendant quelques mois et son appareil optique caché dans la cave d’une maison de Chappaquiddick. Ce premier phare a été déplacé en 1825 et à nouveau en 1838 en raison de l'érosion du rivage.
En 1844, une nouvelle tour fut construite et, en 1857, équipée d'une lentille de Fresnel de quatrième ordre. Cependant, en 1878, il a été signalé que la maison du gardien tomberait à la mer dans les deux ans. Un troisième phare fut donc construit en 1880.
Enfin, en 1893, une tour en bois conique blanche a été construite proche de la précédente. La tour actuelle a été déplacée à quatre reprises, en 1907, 1922, 1960 et en 1987, lorsqu'elle est devenue le premier phare à être déplacé par hélicoptère. La lumière a été automatisée en 1943 et sa maison de gardien a été démolie en 1954.
Le feu actuel est une balise solaire de 300 mm. sa lentille de Fresnel est exposée au Martha's Vineyard Museum  à Edgartown. Le phare est actuellement en activité et placé sous les auspices de la Garde côtière américaine. Toutefois, la tour a été transférée et est maintenant détenue et exploitée par The Trustees of Reservations (en) qui assurent des visites pendant la saison estivale. Le phare est accessible par une randonnée de 5,6 km depuis le pont de la digue ou par un véhicule à quatre roues motrices.
Le phare de Cape Poge peut être vu dans les deux derniers plans du film Les Dents de la mer, à droite lorsque Roy Scheider et Richard Dreyfuss retournent à la mer.

## Description
Le phare  est une tour en bois recouverte de bardeaux, avec une galerie circulaire et une lanterne de 11 m de haut. La tour est peinte en blanc et la lanterne est noire.

## Caractéristiques dufeu maritime
Fréquence : 6 secondes (W)
- Lumière : 0.6 seconde
- Obscurité : 5.4 secondes

Identifiant : ARLHS : USA-132 ; USCG : 1-13715 - Amirauté : J0438 .
|                                    |
| Chappaquiddick (Martha's Vineyard) |

|          |
| Le phare |

### Lien connexe
- Liste des phares du Massachusetts